# Anne-Grethe Leine Bientie
Anne-Grethe Leine Bientie (2 de julho de 1954) é uma escritora e salmista norueguesa. Trabalhou extensivamente para a igreja do Sul Sami (South Sami church) e escreveu livros e hinos em língua lapônica meridional — língua que corre sérios riscos de extinção. É casada com o padre e, também salmista, Bierna Bientie.

## Biografia

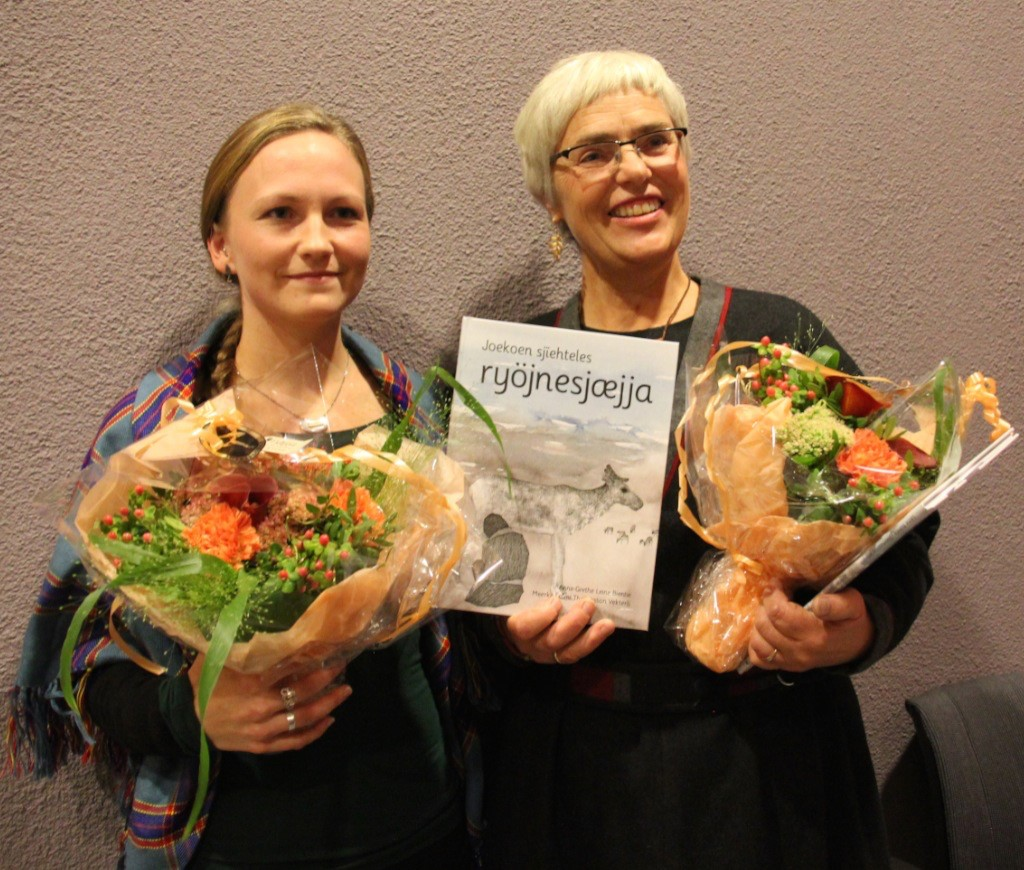
A ilustradora, Meerke Laimi Thomasson Vekterli, e a autora, Anne-Grethe Leine Bientie, com o livro "Joekoen sjïehteles ryöjnesjæjja", no lançamento, em 2014.

Anne-Grethe Leine Bientie veio originalmente de Bærum, no condado (fylke) de Viken, na região metropolitana da capital Oslo, na Noruega. Aprendeu a língua lapônica meridional já adulta. Escreveu livros infantis e hinos na língua lapônica meridional e é representada com dois hinos no hinário norueguês de 2013. Seu livro publicado em 2015 (em norueguês: Mijjen gærhkoe-gærja – Vår kirkebok) foi escrito na língua lapônica meridional para distribuição no trabalho de ensino de fé da igreja.
Em conjunto com a ilustradora Meerke Laimi Thomasson Vekterli, publicou o livro infantil "Joekoen sjïehteles ryöjnesjæjja", em 2014. Em 2018, o livro foi indicado ao "Prêmio de Literatura Infantil e Juvenil do Conselho Nórdico" (Nordic Council Children and Young People’s Literature Prize).
O casal mora em Snåsa — uma comuna da Noruega onde ainda se fala a língua lapônica meridional — têm três filhos, oito netos e um bisneto.

## Livros publicados
- "Vadtese" (2008, ISBN 978-8-27-601165-4)[5]
- "Lengselen er et følehorn / Mejtie sån sjædta?" (2013, tradução literal: "A saudade é uma antena")
- "Joekoen sjïehteles ryöjnesjæjja" (2014, ISBN 978-8-27-601220-0, tradução literal: "Um pastor de renas muito bom")[3][6]
  - Edição norueguesa: "En skikkelig flink liten reingjeter"
- "Mijjen gærhkoe-gærja – Vår kirkebok" (2015)
- "Midt iblant oss lever døden" (2021, ISBN 978-8-27-601270-5, tradução literal: "A morte vive entre nós")[7]